# Burlington (Wyoming)
Burlington és una població dels Estats Units a l'estat de Wyoming. Segons el cens del 2000 tenia 250 habitants.

## Demografia
Segons el cens del 2000, Burlington tenia 250 habitants, 76 habitatges, i 58 famílies. La densitat de població era de 95,6 habitants/km².
Dels 76 habitatges en un 46,1% hi vivien nens de menys de 18 anys, en un 71,1% hi vivien parelles casades, en un 5,3% dones solteres, i en un 22,4% no eren unitats familiars. En el 21,1% dels habitatges hi vivien persones soles el 10,5% de les quals corresponia a persones de 65 anys o més que vivien soles. El nombre mitjà de persones vivint en cada habitatge era de 3,29 i el nombre mitjà de persones que vivien en cada família era de 3,9.
Per edats la població es repartia de la següent manera: un 44,4% tenia menys de 18 anys, un 2,8% entre 18 i 24, un 24,8% entre 25 i 44, un 13,2% de 45 a 60 i un 14,8% 65 anys o més.
L'edat mediana era de 29 anys. Per cada 100 dones de 18 o més anys hi havia 98,6 homes.
La renda mediana per habitatge era de 28.281 $ i la renda mediana per família de 31.875 $. Els homes tenien una renda mediana de 29.375 $ mentre que les dones 15.625 $. La renda per capita de la població era de 13.129 $. Entorn del 7,7% de les famílies i el 15,1% de la població estaven per davall del llindar de pobresa.

## Poblacions més properes
El següent diagrama mostra les poblacions més properes.